# ハンス・コッファーマン

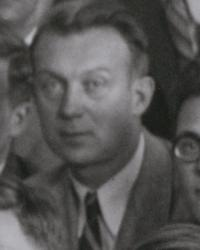
ハンス・コッファーマン(1937年)

ハンス・コッファーマン (Hans Kopfermann、1895年4月26日 - 1963年1月28日、ヴィースバーデン近くのブレッケンハイム生まれ、ハイデルベルクで死去) はドイツの原子・核物理学者。分光法による測定にほぼ全ての生涯を捧げ、核スピン測定の草分けとなった。第二次世界大戦中はウラン協会としても知られるドイツの核エネルギー計画に参加した。

## 教育
コッファーマンはフリードリヒ・アレクサンダー大学エアランゲン＝ニュルンベルクと現在はフンボルト大学ベルリンとなっているフリードリヒ・ヴィルヘルム大学で研究を始めた。第一次世界大戦後は、ジェイムス・フランクの下でゲオルク・アウグスト大学ゲッティンゲンで研究を続けた。1925年にそこで博士号を得た。

## 経歴
博士取得後、カイザー・ヴィルヘルム物理化学研究所（現在のフリッツ・ハーバー研究所）のスタッフサイエンティストであったルドルフ・ラーデンブルクとともに働き始めた。散乱と誘導放出を研究していた。1931年にスペクトル線の超微細構造についての研究を始め、これが核スピンを測定するうえで先駆けとなる研究となった。
1932年にフリードリヒ・ヴィルヘルム大学の私講師となった。これはハビリタチオンを完全に手に入れたということを意味している。その後1年間をコペンハーゲンにある理論物理学研究でニールス・ボーアの下で過ごした。1933年から1937年までは、シャルロッテンブルク工科大学（現在のベルリン工科大学）で講師を務めた。
1937年からはクリスティアン・アルブレヒト大学キールの員内教授となった。1940年に核モーメントを扱った本"Kernmomente"を出版したことは次代の核物理学者に影響を及ぼした。1941年、彼の意に反して学長によって大学のディーンに指名された。これは彼に圧力をかけてナチスへ入党させるものだった。キールには1942年までいた。
キール大学にいる間、ヴォルフガング・フィンケルンブルクが催した行事の主要参加者であった。ミュンヘン宗教会談("Münchner Religionsgespräche")として知られたこの行事はドイツ物理学運動の影響の衰退を予兆していた。
ドイツ物理学運動とは反ユダヤ・反理論の物理学である。大学の環境に適応されると、歴史的に受け入れられてきた学術的な能力の概念よりも政治的要因が優先された。この運動の内部にはノーベル物理学賞受賞者のフィリップ・レーナルトとヨハネス・シュタルクのような傑出した研究者がいたのだが、何ら歯止めにならなかった。アドルフ・ヒトラーがドイツ首相になった1930年1月30日、この概念・運動はより好意的により熱烈に受け取られた。ドイツ物理学の支持者はアルノルト・ゾンマーフェルトやヴェルナー・ハイゼンベルクなどの理論物理学者に対して攻撃を始めた。
1940年の夏、フィンケルンブルクはダルムシュタット工科大学の全国社会主義者ドイツ講師連盟の代行局長となった 。そういうわけで、ミュンヘン宗教会談を作り1940年11月15日に開催した。これはドイツ物理学運動に対して攻撃的であった。フィンケルンブルクは、理論物理学の重要性を認めるとともに、政治よりも能力に基づいた大学人事を支持する5人の論者を招聘した。カール・フリードリッヒ・フォン・ヴァイツゼッカー、オットー・シェルツァー、ゲオルク・ヨース、オットー・ヘックマン、ハンス・コッファーマンの5人である。ドイツ物理学の支持者であるアルフォンス・ビュールはハラルド・フォルクマン、ブルーノ・テューリング、ウィルヘルム・ミュラー、ルドルフ・トマシェク、ルートヴィヒ・ウェシュを招いた。議論はグスタフ・ボーラーによって先導され、立会人としてハーバート・スチュアートとヨハネス・マルシュがいた。この出来事が広く直接的な影響を及ぼしたわけではないが、ドイツ物理学に対する政治的勝利であったことは間違いなく、ドイツ帝国におけるドイツ物理学運動の影響低下を告げるものであった。
1933年にヒトラーが首相になって間もなく専門公務員の復位のための法律が通過し、結果として多くの物理学者の辞職や海外流出を引きおこした。その中にはゲオルク・アウグスト大学ゲッティンゲン第2物理学研究機関の長官であったジェイムス・フランクもいた。1935年には、公務員法関連法案である「ドイツの高等教育システム再編による教授の辞任及び異動に関する法律」により、ゲオルク・ヨースは強制的にフランクがいた第2物理学研究所の員内教授と長官の役職を埋めるためにゲッティンゲン大学に異動させられた。1942年にコッファーマンは以前はフランクやヨースが務めていた実験物理学の員内教授に指名された。当初よりウラン協会(Uranverein)として知られるドイツ核エネルギー計画に参加した。さらに6 MeVのベータトロンを建造し、原子線や原子共鳴、放射能の生物学的影響を研究し、光学的干渉法の手法を発展させた。
ウラン協会の長官として、部下の物理学者数人とともに質量分析器の建設を含む同位体分離技術を研究し発展させた。この質量分析器は1943年4月1日から1944年3月31日の間に与えられた25の核研究計画の1つである。その分類表は帝国計画長のクルト・ディーブナーから帝国研究協議会の会長へ1944年4月18日に送られた手紙に同封されていた。電磁質量分析器はウラン同位体の分離のために研究された。
1953年よりルプレヒト・カール大学ハイデルベルク第1物理学研究所の員内教授と所長を務めた。その間CERNの理事会の委員を務めた。
1956年から1957年の間はドイツ原子力委員会の「研究と成長」という第2委員会の核物理ワーキンググループの副長官であった。Other このグループに1956年と1957年にいた人物としてはヴェルナー・ハイゼンベルク（長官）、ハンス・コッファーマン（副長官）、フリッツ・ボップ、ヴァルター・ボーテ、ヴォルフガング・ゲントナー、オットー・ハクセル、ヴィリバルト・ヤンチュケ、ハインツ・マイヤー＝ライプニッツ、ヨーゼフ・マタウチュ、ヴォルフガング・リーゼナー、ウィルヘルム・ワルヘル、カール・フリードリヒ・フォン・ヴァイツゼッカーがいた。ヴォルフガング・パウルは1957年に限りメンバーであった。

## Honors
ゲッティンゲン、ハイデルベルク、コペンハーゲンのアカデミーへの選出を含む数多くの名誉を受けている。

## 書籍
- Hans Kopfermann Kernmomente and Nuclear Momenta (Akademische Verl., 1940, 1956, and Academic Press, 1958)
- Hans Kopfermann Physics of the electron shells (The American FIAT review of German science, 1939-1945, Volume 12) (Office of Military Government for Germany Field Information Agencies, Technical, 1948)[18]
- Hans Kopfermann Physik der Elektronenhüllen (Verl. Chemie, 1953)
- Hans Kopfermann Über optisches Pumpen an Gasen (Springer, 1960)

## 著作
- Hans Kopfermann and Rudolf Ladenburg Untersuchungen über die anomale Dispersion angeregter Gase II Teil. Anomale Dispersion in angeregtem Neon Einfluß von Strom und Druck, Bildung und Vernichtung angeregter Atome, Zeitschrift für Physik Volume 48, Numbers 1-2, 26-50 (1928). The authors were identified as being at Berlin-Dahlem. The article was received on December 17, 1927.
- Rudolf Landenburg and Hans Kopfermann Experimenteller Nachweis der negativen Dispersion, Z. Phys. Chemie Abt. A Volume 139, 375–385 (1928)